# Johann Hermann Eschenburg

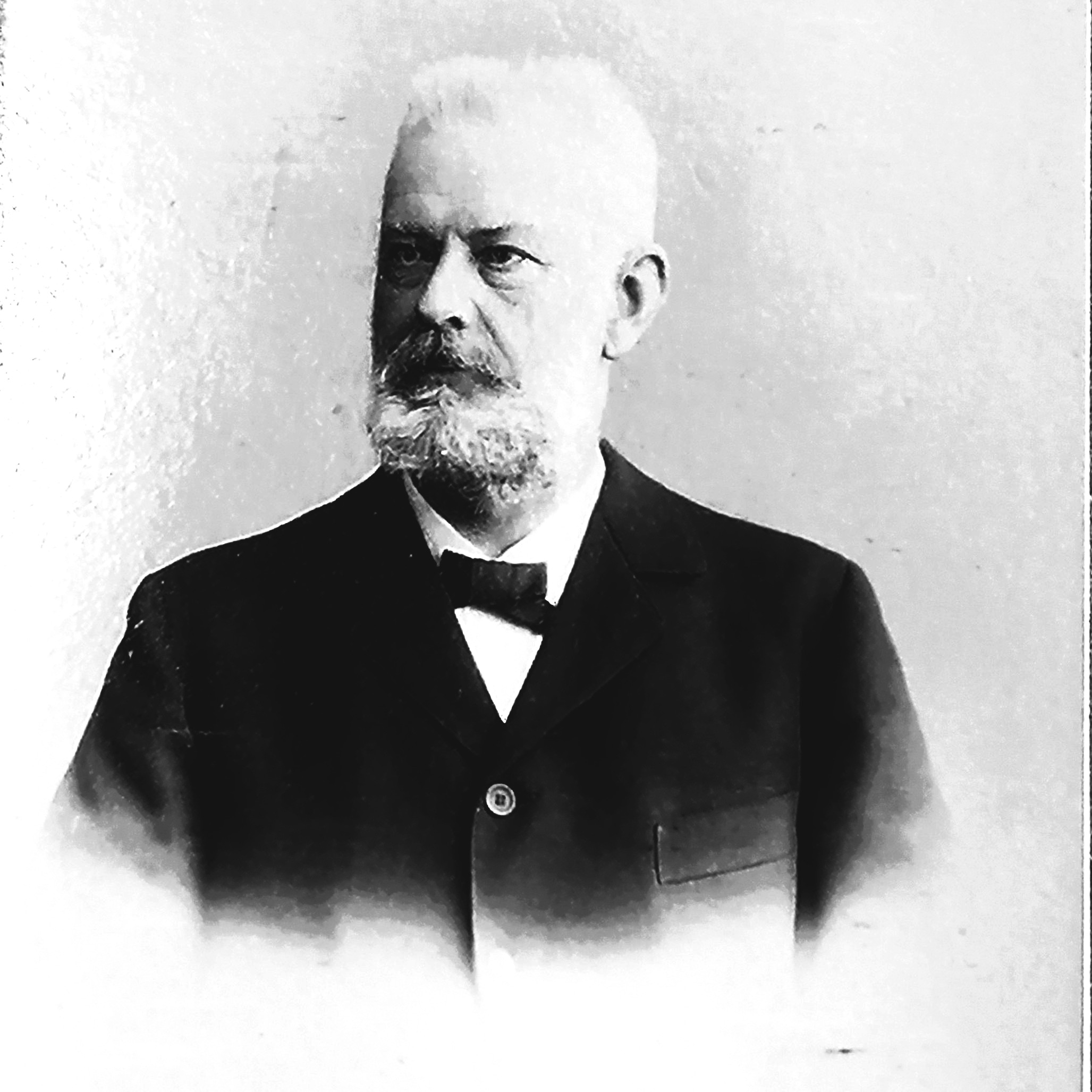
Hermann Eschenburg

Johann Hermann Eschenburg (* 19. August 1844 in Lübeck; † 1. Januar 1920 ebenda) war deutscher Großkaufmann und Kommunalpolitiker. Er war Senator und Bürgermeister der Hansestadt Lübeck.

## Leben

### Herkunft
Hermann entstammte der Lübeckischen Patrizierfamilie Eschenburg. Er war der Sohn von Johann Daniel Eschenburg, Kaufmann und Senator (* 9. September 1809 in Lübeck; † 26. Februar 1884 ebenda), und dessen Ehefrau Elisabeth, Tochter des Akzisenkontrolleurs Georg Gottfr. Michels.
Der Bruder seines Vaters war Georg Bernhard Eschenburg (* 19. Januar 1811 in Lübeck; † 6. Februar 1886 ebenda). Auch dessen Sohn, Johann Georg Eschenburg, sollte später Lübecker Bürgermeister werden.

### Laufbahn
Wie viele jungen Kaufleute nahm Eschenburg nach seiner Kaufmännischen Lehrzeit einen längeren Aufenthalt im Ausland. Hierbei war er längere Zeit zuerst in Messina, dann in Genua. Als er 24-jährig zurückkehrte, trat er als Teilhaber in die Firma Jost Hinrich Havemann & Sohn, deren Inhaber zu jener Zeit sein Vater war, ein. Mit dem Tode seines Vaters wurden er und sein Bruder, Gustav Georg Eschenburg (königlich italienischer Konsul), Leiter der Holzhandlung, die, erweitert und durch moderne Einrichtungen vervollkommnet, bei seinem Tode eines der bedeutendsten Handelshäuser Lübecks war.

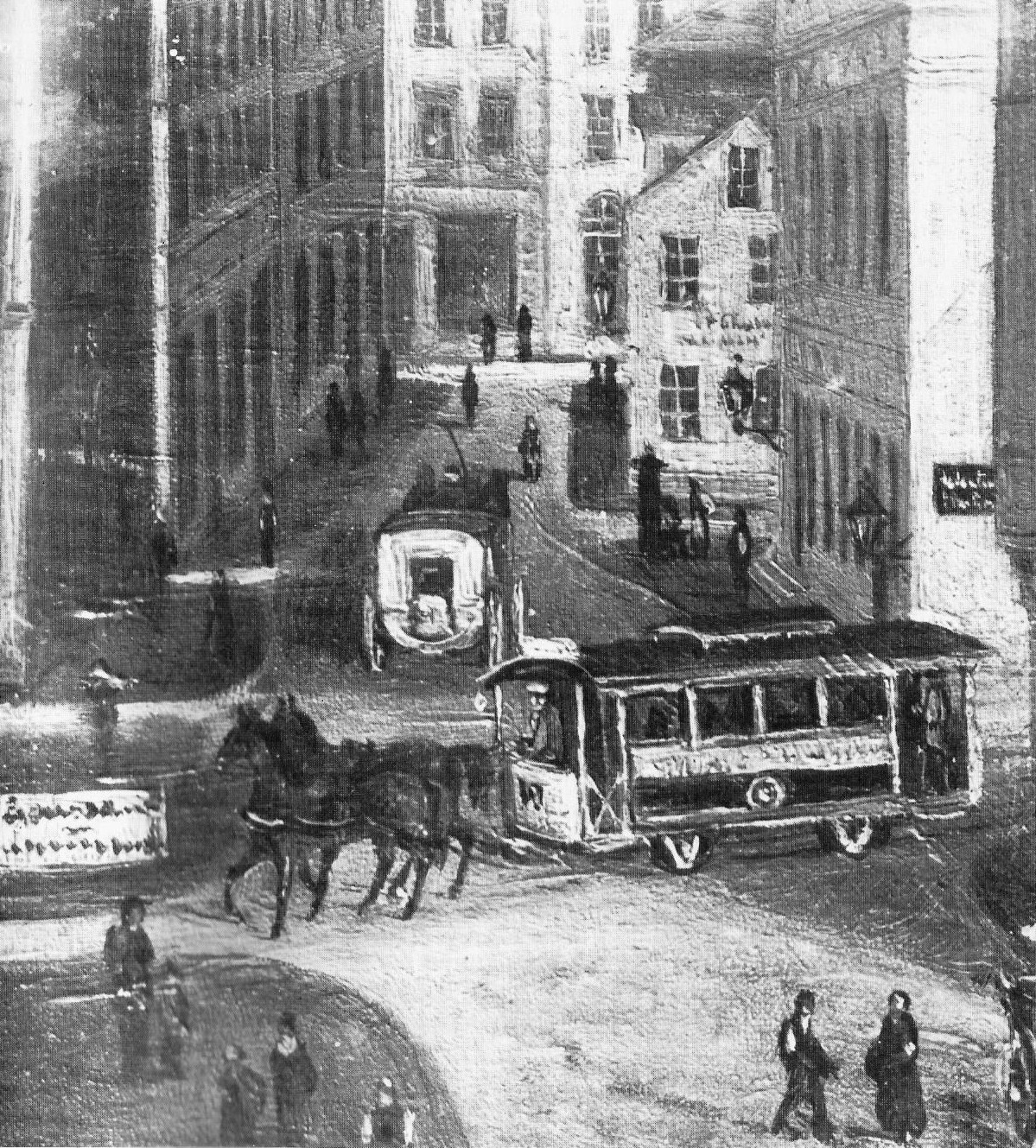
Pferdeeisenbahn

Am im Saal des Hôtel du Nord fand am 10. Dezember 1880 die erste von Regierungsrat v. Warnstedt geleitete Generalversammlung der Aktionäre der Lübecker Pferdeeisenbahn-Gesellschaft statt. Er führte aus, dass zunächst nur eine außerhalb des Burgtor beginnende zum Kolosseum laufende Linie gebaut werden solle. Nachdem man jedoch den Wert des Beförderungsmittels einer Pferdeeisenbahn kennengelernt haben werde, sich die Abneigung gegen die erstgenannte Linie nach dem Bahnhof und vor das Holstentor in ein Bedürfnis wandeln werde. Als die hierfür geeignetste Linie wurde ein durch die Beckergrube laufender oder oberhalb der Mengstraße abzweigender Schienenstrang angesehen. Als Mitglieder des Verwaltungsrates wurden daraufhin v. Warnstedt, Hermann Fehling und Georg Eduard Tegtmeyer, Ersatzmann Rodde, und für den Aufsichtsrat August Rehder, Eschenburg und Friedrich Carl Sauermann, Ersatzmann Wilhelm Heinrich Heyke, erwählt.
Als Mitglied der Kaufmannschaft wurde Eschenburg 1881 in die Handelskammer, sie war als deren Vorstand mit den Aufgaben einer Wirtschaftsbehörde betraut, gewählt. Mit seinem Übertritt in den Senat schied er aus dieser.
Der Lübecker Bürgerschaft gehörte Eschenburg ab 1883 an und wurde bereits am 24. März 1884, als Nachfolger seines im Vormonat verstorbenen Vaters, in den Lübecker Senat erwählt.
Dort widmete er sich vor allem einer umfassenden Tätigkeit auf dem Gebiet des Verwaltungs- und Finanzwesens und war viele Jahre Vorsitzender der diese Zweige der Verwaltung des Staatswesens wahrnehmenden Körperschaften. Auch auf den Gebieten der Förderung des Verkehrs, des Handels und der Schifffahrt entfaltete er allzeit seine fruchtbringende Tätigkeit.
In der Wahlperiode 1911/12 war Eschenburg erstmals präsidierender Bürgermeister der Stadt. Nachdem vorher stets nur dem Gelehrtenstand angehörende Mitglieder des Senates diese Würde innehatten, war er der Erste aus dem Kaufmannsstand hervorgegangene Bürgermeister. Als solcher hatte er zum Beispiel das Protektorat des Ehrenpräsidenten und Bürgermeisters des im Juni 1911 in der Stadt tagenden VI. Deutschen Esperanto-Kongresses des 1906 gegründeten Deutschen Esperanto-Bundes zusammen mit dessen Bundestag inne.

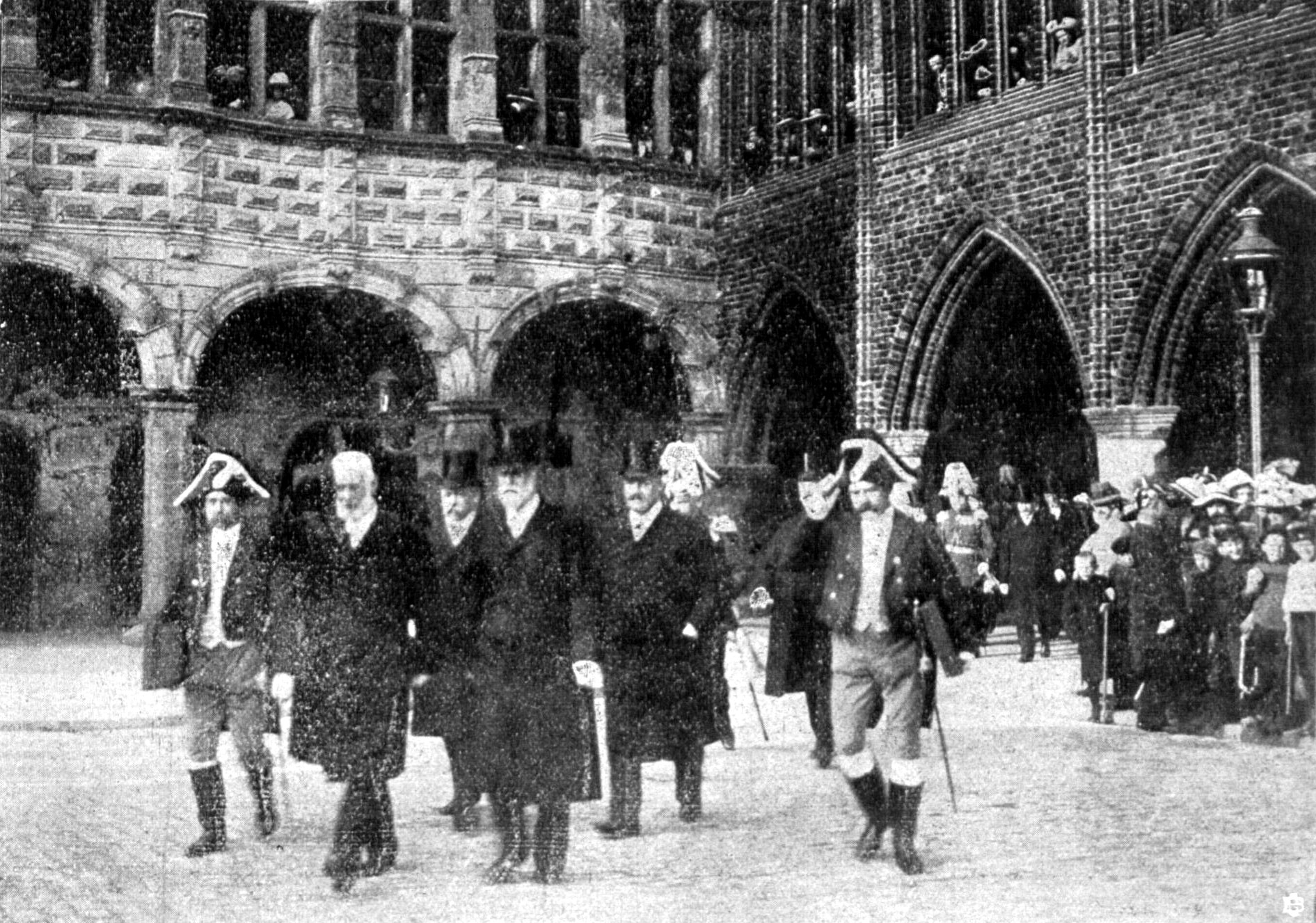
Eschenburg, vorne links, auf dem Weg zum Schmücken der Regimentsfahnen

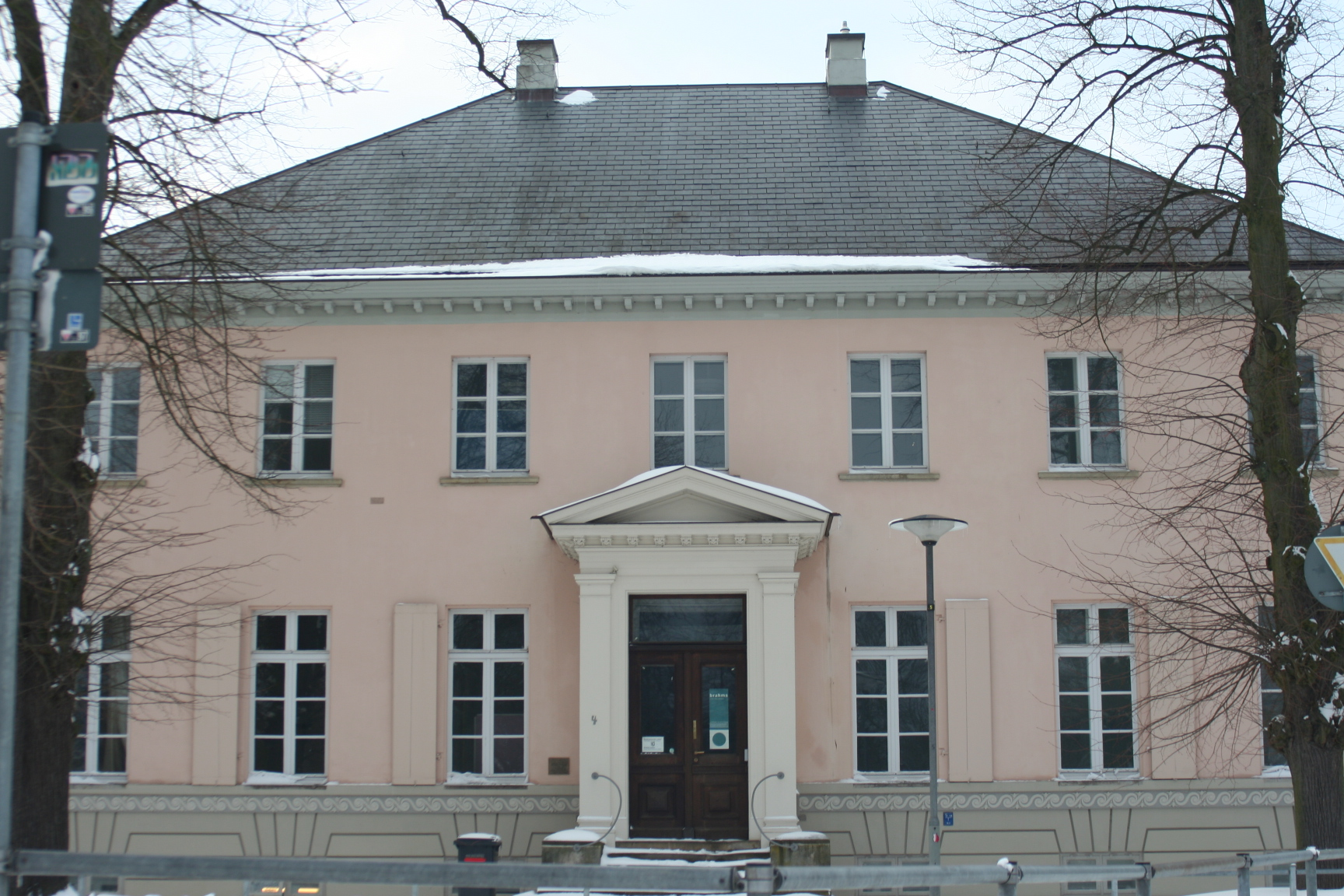
Eschenburgvilla

1912 verlieh die Stadt den Bataillonen seines Regiments je zwei traditionsstiftende Fahnenbänder. Am 17. Mai schmückten die Senatoren Emil Possehl und der spätere Bürgermeister Johann Martin Andreas Neumann, er und Johann Georg Eschenburg die Fahnen auf dem lübeckischen Marktplatz in Gegenwart des Brigadegenerals (Curt von Morgen), bevor sie der Kommandeur (Thaddäus von Jarotzky) wieder entgegennahm.
Das ritterschaftliche Allodialgut Banzin, das heute ein Teil von Vellahn ist, im Bezirk des einst ritterschaftlichen Amtes Boitzenburg gehörte Eschenburg. Am Burgfeld 4 hatte er seine Wohnung. Eine nach Plänen von Christian Frederik Hansen erbaute Villa, sie wurde später als „Eschenburgvilla“ bezeichnet, erwarb er als Sommersitz vor den Toren der Stadt. Im Weltkrieg langte das Lübeckische Barackenlazarett bis vor sein Sommerhaus und hatte dort seine Lungenheilstation. Nach Eschenburgs Tod zog Ina in die Eschenburgvilla. Heute befindet sich in dem Haus das Brahms-Institut an der Lübecker Musikhochschule.
Um Eschenburgs Verdienste als Senator zu würdigen, wurde ihm zu seinem 70. Geburtstag die goldene Bene Merenti-Münze als höchste Auszeichnung des Senats verliehen.
Während des Ersten Weltkrieges wurde Eschenburg in der Wahlperiode 1915/16 nochmals in das Amt des Bürgermeisters erwählt.
Im Vergleich zu seiner ersten Amtszeit war seine zweite mit erheblich mehr militärischer Repräsentation angereichert.

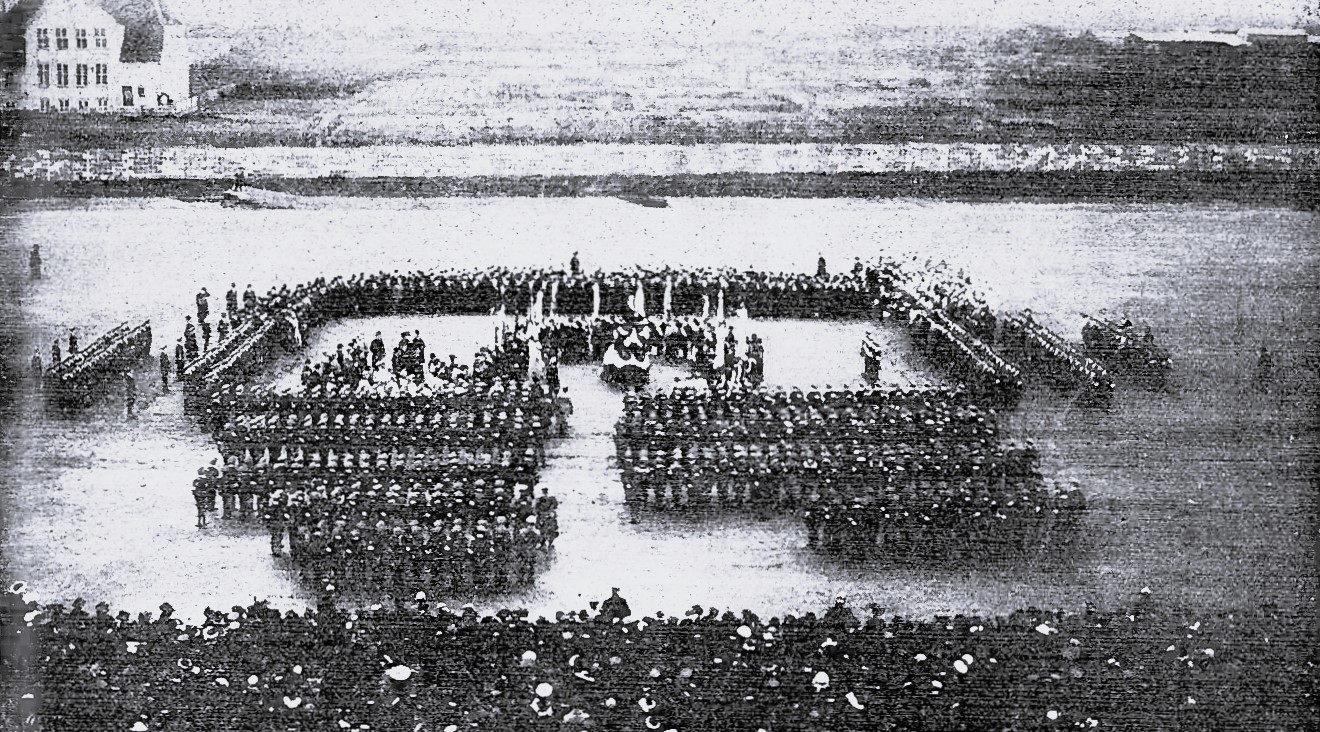
Ansprache Pastor Mildensteins zur Fahnenweihe

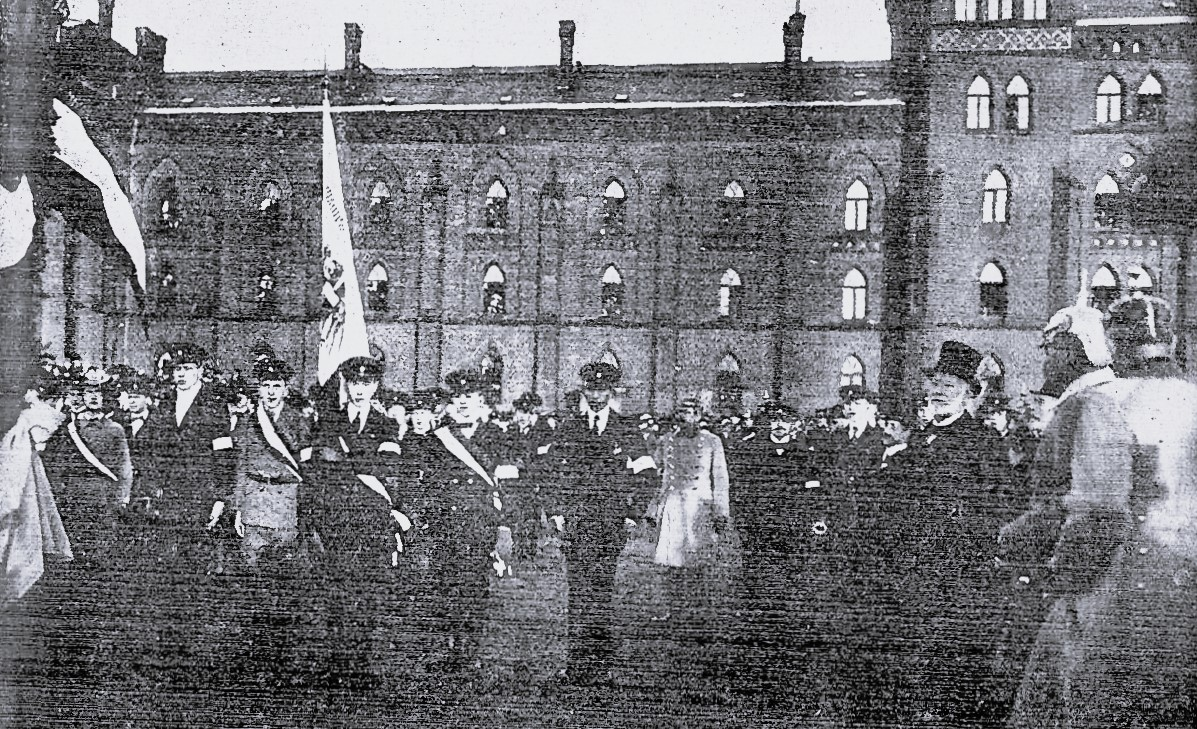
Vereinsfront

Sämtliche Vereine des Landeskriegerverbandes folgten am Nachmittag des 17. Januar 1915 vom Markt aus der Schutzmannkapelle auf den Hof der Alten Kaserne zur Fahnenweihe der Jungwehr. Unter Führung des Polizeimajors Moritz Grünweller hatten dort links und rechts eines Rednerpultes die Jugendkompanien Aufstellung genommen. Die Jugendwehr, die sich in Lübeck wie im ganzen deutschen Reich gleich nach Ausbruch des Krieges bildete, diente als eine freiwillige Organisation unter der Führung alter Militärs und tatkräftiger Männer der militärischen Vorbildung der Jugend. Hinter der Rednerkanzel sammelten sich die Landeskriegervereine mit ihren Fahnen, der Ehrenvorsitzende des Verbandes Heinrich Kühne, der Vorsitzende Druckereibesitzer und Verleger des Lübecker Verbandes Julius Heise, der stellvertretende Oberst v. Kuenheim, Bürgermeister Eschenburg, Senats- und Bürgerschaftsmitglieder, andere Ehrengäste und eine große Menschenmenge. Die feierliche Übergabe der vom Landeskriegerverband gestifteten Fahne begann mit dem Niederländischen Dankgebet, bevor Pastor Wilhelm Mildenstein das Pult bestieg und eine von den Befreiungskriegen von 1813 über den Deutsch-Französischen Krieg in den derzeitigen Krieg reichende Rede hielt. Nach einem Choral überbrachte Julius Heise die Grüße des Landeskriegerverbandes, hieß die Mitglieder der Jugendwehr als jüngste Kameraden und brachte ein begeistert aufgenommenes „Hoch“ auf den Kaiser aus. Die Kaiserhymne wurde gesungen. Der Oberst übergab hierauf den zu Fahnenträgern erkorenen Vorgetretenen die in lübschen Farben gehaltene einen Adler tragende Fahne. Diese dankten mit dem Gelöbnis, dass sie allen Mitgliedern ein Ansporn zu treuester Pflichterfüllung werden solle. Nachdem der Landeskriegerverband in Person des Schriftführers, Malermeister Wilhelm Siems, und das dem Pfadfinderbund angegliedertem Pfadfinderkorps in Person des Hauptfeldmeisters, Lehrer Wilhelm Groth, mit je einem Fahnennagel die Fahne schmückten, endete die Zeremonie mit dem Absingen des Deutschlandliedes. Nach dem Abschreiten der Front der Vereine durch den Bürgermeister, Oberst sowie Polizeimajor zogen unter den Klängen der Schutzmannschaftskapelle der Landeskriegerverband sowie sämtliche Kompanien der Jugendwehr zum Markt. Dort konzertierte die Kapelle während für die Kriegsgefangenen Lübecker gesammelt wurde.

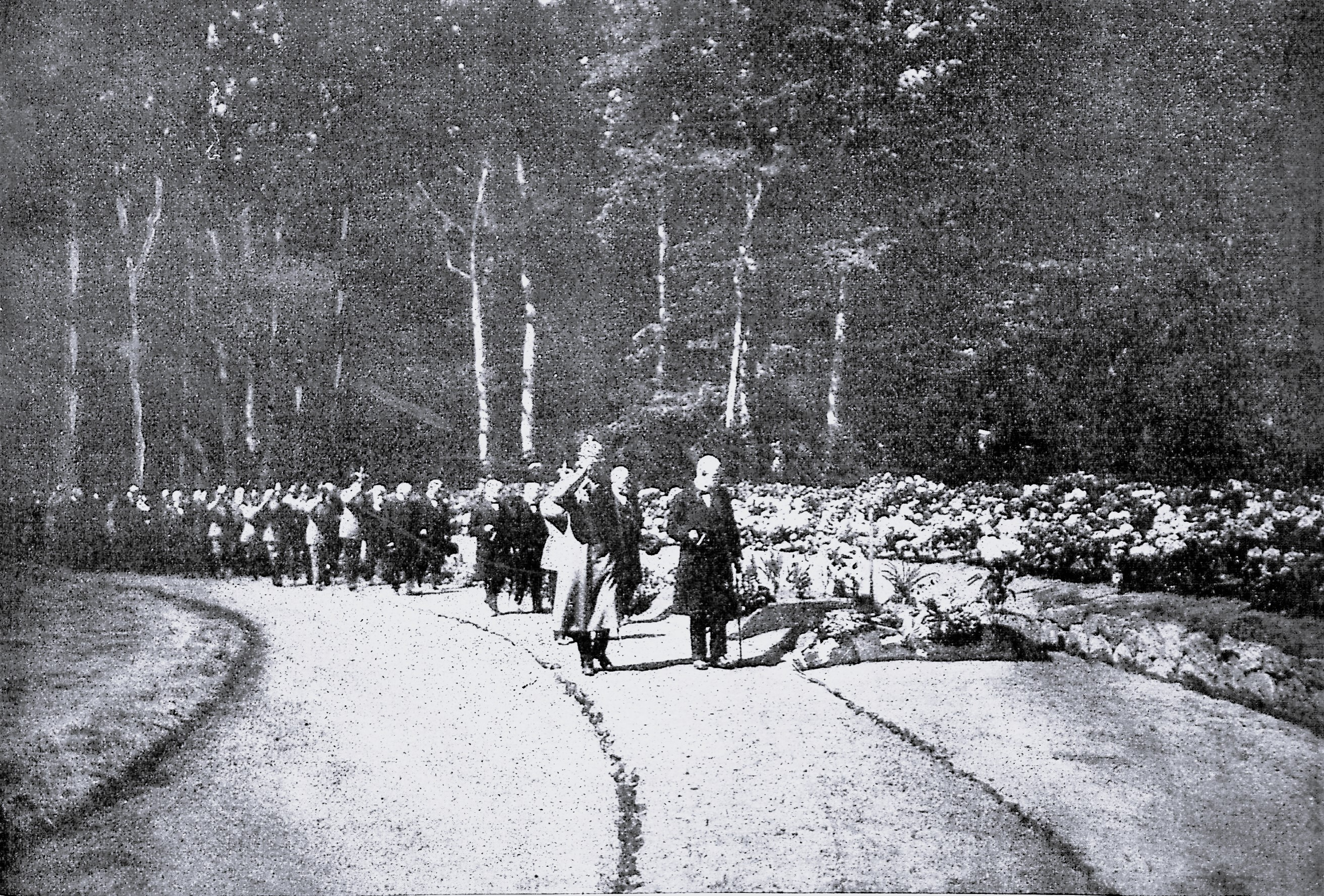
Huldigungsgang zur Ehrenfriedhofsröffnung

Die Eröffnung des lübeckischen Ehrenfriedhofs fand am 6. Juni 1915 statt. Die Erbauungstunde mit Gesang und Predigt, die Pastor Ziesenitz entsprechend dem Anlass an Vers 5 des 3. Kapitels aus dem 2. Buch Mose aus der Lutherbibel angelehnt hatte, fand vor fand vor der eigentlichen „Heldenstätte“, wo nach dem Krieg das Regimentsehrenmal errichtet wurde, statt. Dann öffneten sich die Tore des Hains. Mit dem Bürgermeister sowie dem Kommandeur des Ersatzbataillons des heimischen Regiments, Oberst v. Kuenheim, an der Spitze, schritten Mitglieder des Senates und des Offizierkorps, Mitglieder der Bürgerschaft und andere Ehrengäste, sowie die im Landeskriegerverband vereinigten Kriegervereine an den Gräbern entlang.

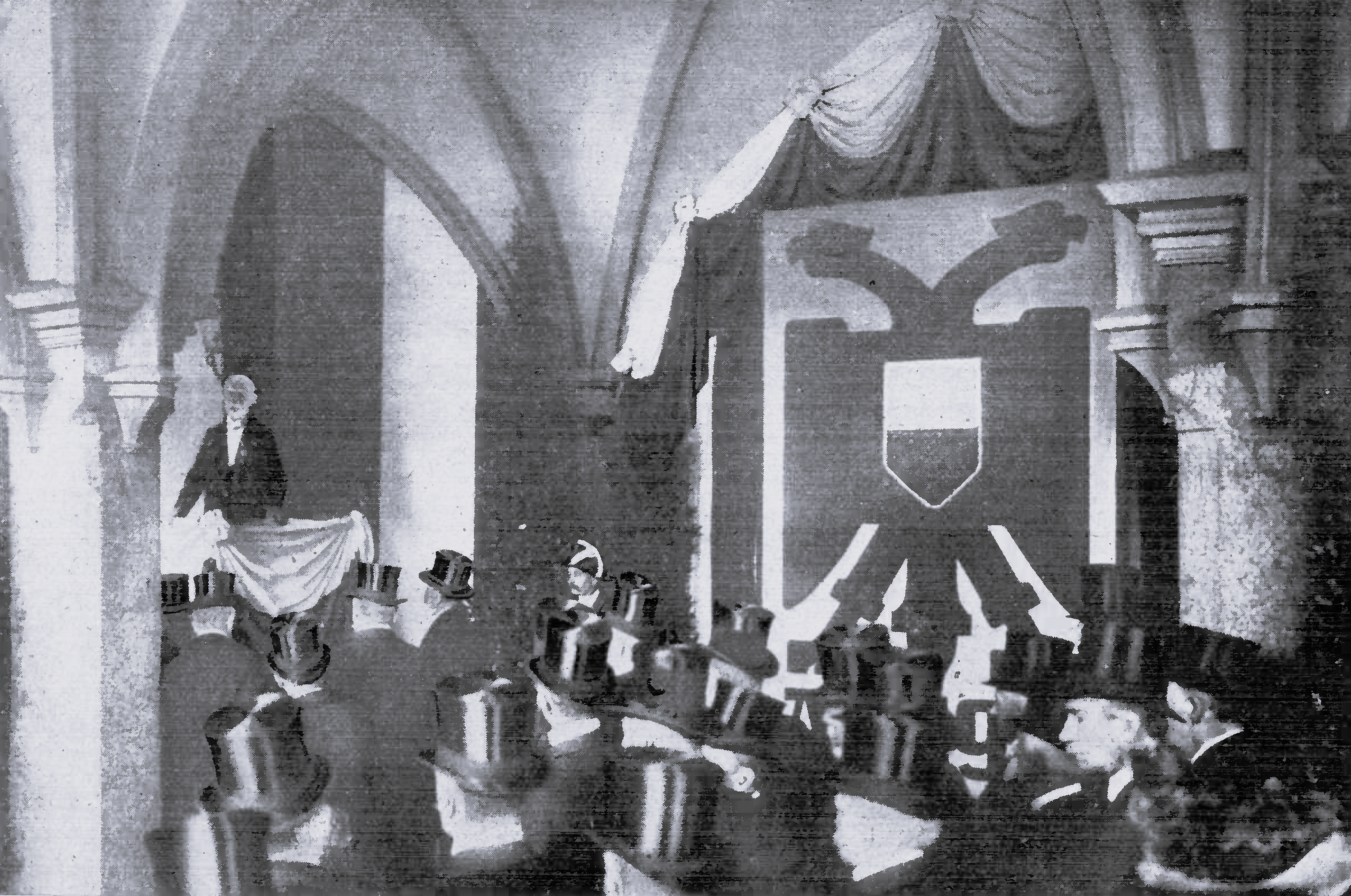
Nagelung eines lübischen Adlers

Die Einweihungsfeier zur Nagelung des von dem Architekten Friedrich Strobelberger stilisierten eisernen Doppeladlers, dessen Rumpf sollte von da an mit schwarzen Nagelköpfen gepanzert werden, fand am 1. August 1915, erster Jahrestag der Kriegserklärung, statt. Sanitätsmannschaften und Mitglieder der Vorstände des Landeskriegerverbandes Lübeck, sowie zahlreiche geladene Gäste hatten sich unter und vor den Arkaden versammelt, als um 12 Uhr mit dem Bürgermeister Mitglieder des Senates und der Bürgerschaft erschienen. Eschenburg bestieg die Rednerkanzel. Im Anschluss an die Rede übergab er das Wappen dem Landesdelegierten Kulenkamp der „freiwilligen Krankenpflege“. Dieser nahm es in Obhut für das Rote Kreuz. Als Erster nahm Eschenburg mit dem Einschlag eines goldenen Nagels in die Umrahmung des Wappenschildes die Nagelung vor. Dessen Beispiel folgte der Senat sowie zahlreiche Mitglieder der Bürgerschaft, Vertreter des Offizierskorps einschließlich Oberst von Kuenheim, ebenso die leitenden Damen vom Roten Kreuz schlossen sich an.

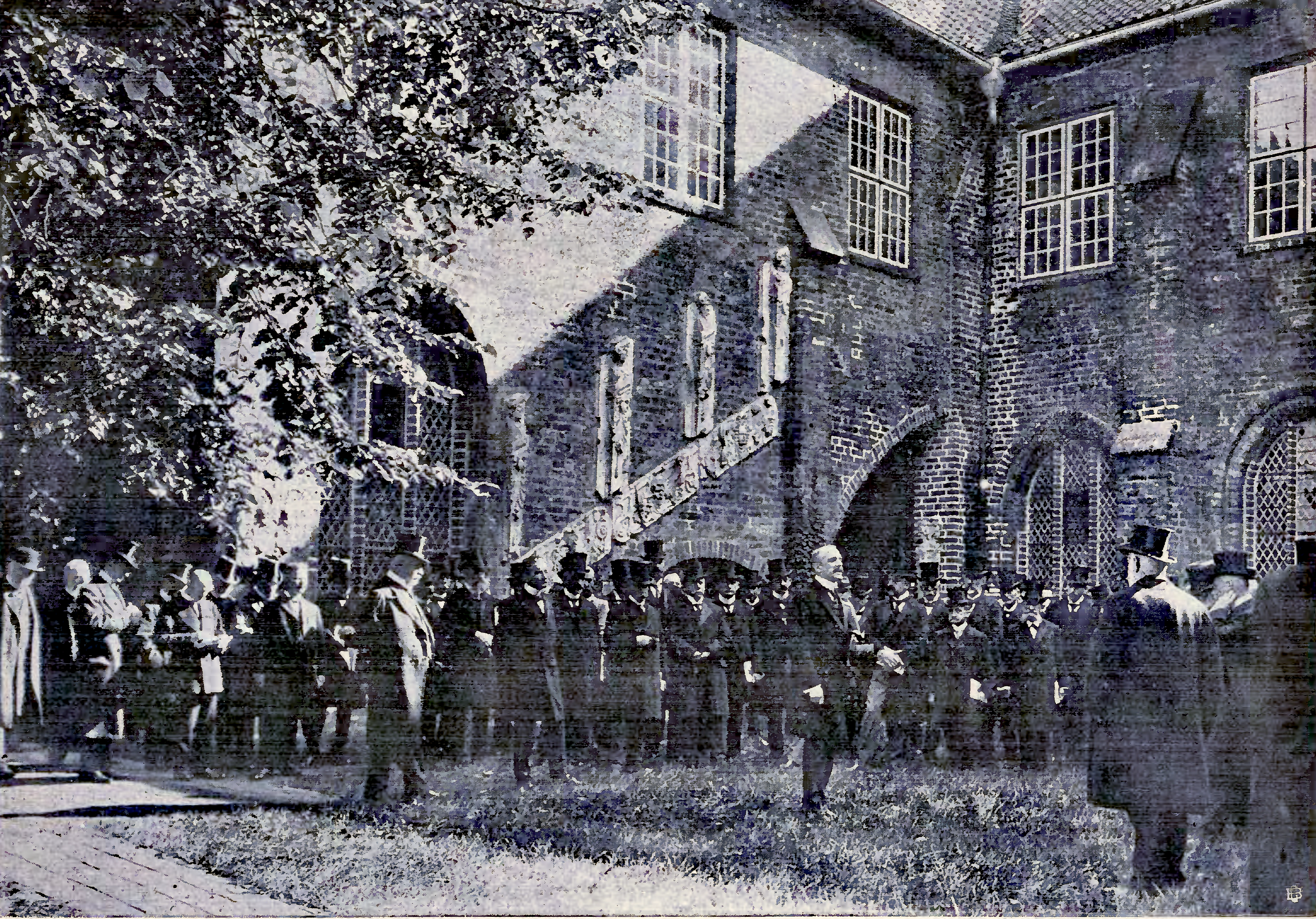
Eröffnungsrede des Museums für Kunst- und Kulturgeschichte (1915)

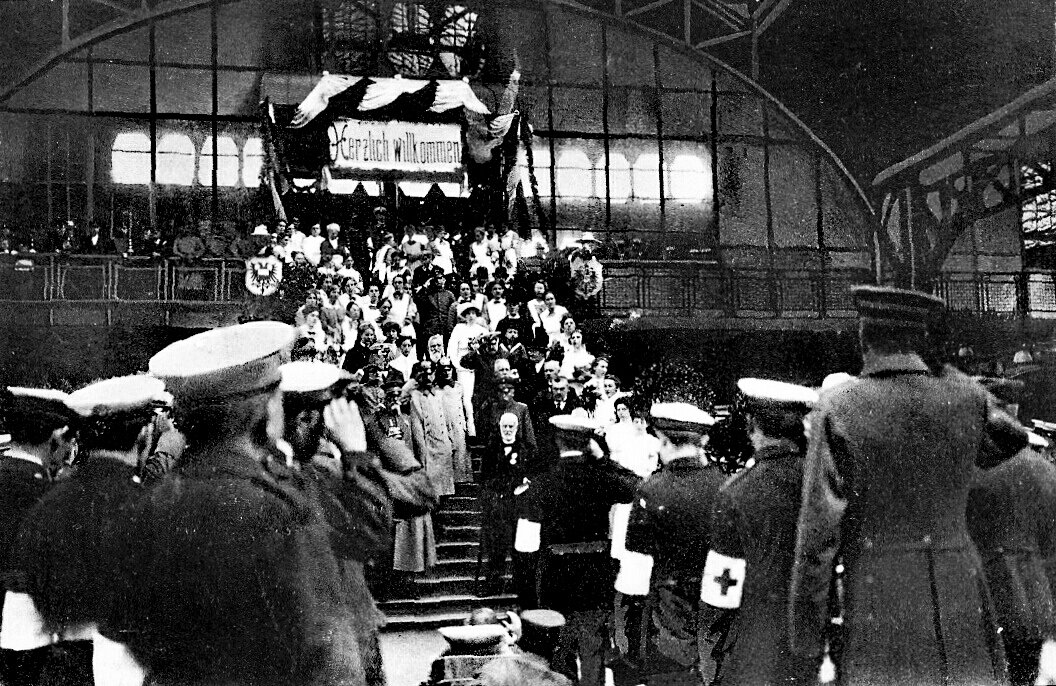
Gefangenenaustausch im Hauptbahnhof

Das mit einjähriger Verspätung eröffnete das lübeckische Museum für Kunst- und Kulturgeschichte. Nach der Eröffnungsrede von Cay Diedrich Lienau übergab der Bürgermeister das Museum der Gesellschaft zur Beförderung gemeinnütziger Tätigkeit in Person ihres Direktors.
Am Sedantag 1915 wurden die ersten, die aus russischer Gefangenschaft kommenden, 27 Austauschverwundeten auf dem Lübecker Hauptbahnhof erwartet. Sie sind aus Russland über Schweden nach Deutschland gekommen und fuhren in einem Lazarettzug nach Lübeck. An den Geländern der Treppe, die mit Flaggentuch überzogen waren, hatten sich Helferinnen vom Roten Kreuz aufgereiht, während der Bürgermeister, geschmückt durch das Eiserne Kreuz am weißen Bande, Mitglieder des Senats, Vertreter des Offizierkorps mit Oberst v. Kuenheim, sowie die leitenden Herren und Damen vom Roten Kreuz in der Mitte Aufstellung genommen hatten.
Auf dem nebenstehenden Bilde ist zu sehen, wie der Bürgermeister die von der Sanitätskolonne ausgeladenen und eingerahmten Verwundeten mit seiner Ansprache empfing.

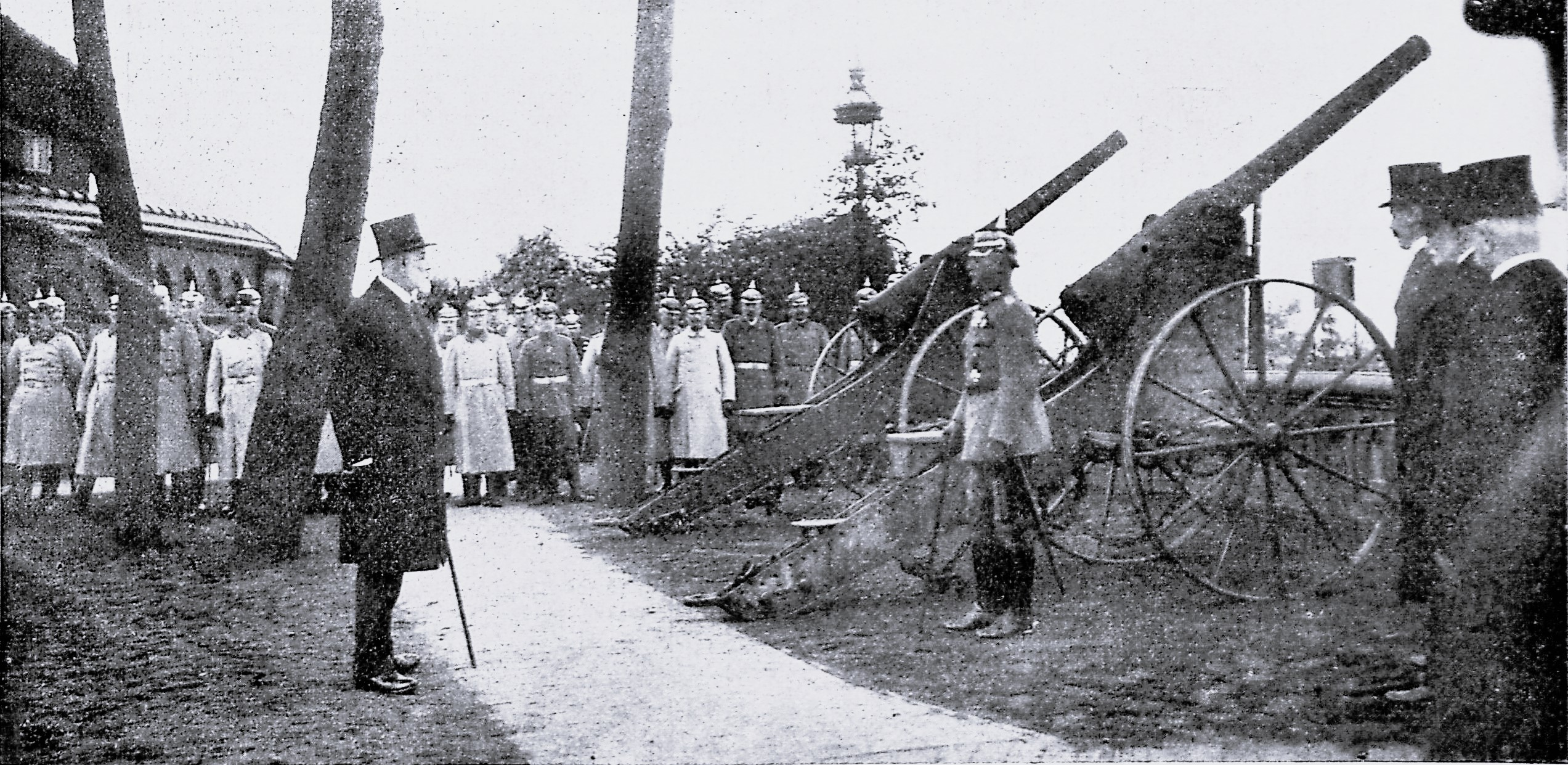
Beutegeschützübergabe

Schon im Frühjahr 1915 monierte man nicht nur in den Lübeckische Blättern, dass andere Städte bereits in ihren Fremdenführern „Kriegergedenkstätten“, gemeint waren in dem Ersten Weltkrieg erbeutete gegnerisches Kriegsgerät, als deren Sehenswürdigkeit auswiesen und beklagte, das Lübeck noch nicht über eine solche verfüge. Dies sollte sich am 1. November 1915 ändern. Bürgermeister Eschenburg nahm am 1. November 1915 stellvertretend für den Senat zwei zwischen dem Burgtor und der Burgtorbrücke aufgestellte französische „Beutegeschütze“ von dem stellvertretend für die Militäradministration stellvertretenden Kommandeur des in Lübeck ansässigen 81. Infanterie-Brigade, Generalmajor v. Wright, in einer feierlichen Zeremonie entgegen.

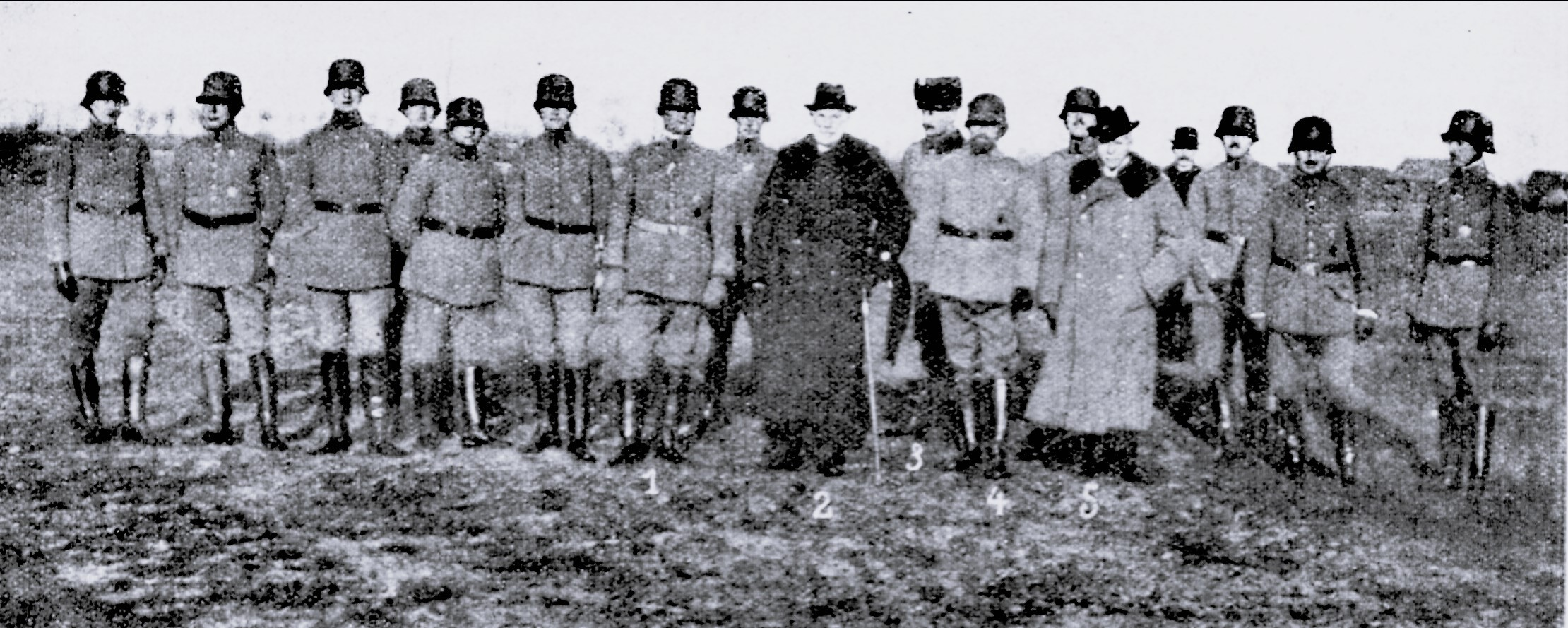
Regimentsbesuch im Felde

Um das im Felde stehende Lübecker Regiment beim Ypernbogen in Roulers zu besuchen, verließ der Bürgermeister (9) am 15. November zusammen mit Senator Julius Vermehren (13) und Ratsdiener Böttcher (14) die Stadt. Dort angekommen erhielt er umgehend von Max von Boehn, Kommandierender General IX. RK, die Einladung zu einem gemeinsamen Essen im Kreise des Offizierkorps des dortigen Generalkommandos. Ebenfalls zugegen waren Wilhelm von Beczwarzowski, Kommandeur der 81. Infanterie-Brigade, Karl von Rettberg (11), Kommandeur des der Brigade unterstellten Regiments und Rittmeister Jürgen Fehling (10), Regimentsangehöriger und Schwager des Bürgermeisters. Am nächsten Morgen, beim Eintreffen spielte die Regimentskapelle den Präsentiermarsch, wurde das Regiment und seine Baracken besichtigt. Im Anschluss wurde er zusammen mit Ernst von Ziethen, Divisionskommandeur der dem IX. RK unterstellten und der 81. IB vorgesetzten 17. RD, gefrühstückt. Als weiterer Gast war Ernst von Heynitz, bis zur Mobilmachung lübeckischer Regimentsangehöriger und von da an Kommandeur vom Reserve-Regimente des Infanterie-Regiments „Hamburg“ (2. Hanseatisches) Nr. 76, anwesend.
Am Nachmittag paradierte das vor Ort befindliche Ruhebataillon des Regiments am Rand eines Waldes bei Roulers an den Lübecker Gästen vorüber. Im Anschluss an die Parade verlieh der Bürgermeister verdienten Kriegern das Lübeckische Hanseatenkreuz. Franz de Rainville (7) sollte 1918, als Kommandeur des Großherzoglich Mecklenburgischen Grenadier-Regiments Nr. 89, mit dem höchsten preußischen Orden, den Pour le Mérite, ausgezeichnet werden. Auf em nebenstehenden Bilde sieht man die Besucher mit dem Offizierkorps nach der Parade.
Als das Rathaus Während der lübeckischen Umwälzungen am Ende des Krieges rot geflaggt war, wurden am 11. November 1918 vom Senat die Anträge der Senatoren Eduard Rabe, Johann Georg Eschenburg und Johann Hermann Eschenburg auf deren Übertritt in den Ruhestand angenommen.
Am Abend des Neujahrstages 1921 verstarb mit dem Seniorteilhaber des Großhandelshauses ein, wie es Ida Boy-Ed in seinen in den Lübeckische Blättern erschienenen Nachruf schrieb, „aufrichtiger Hanseat“. Es sei ihm zu verdanken gewesen, dass Lübecks Finanzen wohlgeordnet den Sturm der Zeiten überstehen konnten.

### Familie
Hermann Eschenburg war seit 1869 verheiratet mit Ina, geb. Stolterfoht (1850–1939), der jüngsten Tochter von Carl Stolterfoht. Aus der Ehe gingen Karl (* 1877; † 1943), 1929 bis 1932 Ministerpräsident von Mecklenburg-Schwerin, und Hermann (* 1872; † 1954), der das Unternehmen fortführte, hervor.